# Датчтаун (Міссурі)
Датчтаун (англ. Dutchtown) — селище (англ. village) в США, в окрузі Кейп-Джірардо штату Міссурі. Населення — 163 особи (2020).

## Географія
Датчтаун розташований за координатами 37°15′3″ пн. ш. 89°39′21″ зх. д. / 37.25083° пн. ш. 89.65583° зх. д. (37.250831, -89.655725).  За даними Бюро перепису населення США в 2010 році селище мало площу 1,34 км², уся площа — суходіл.

## Демографія
Згідно з переписом 2010 року, у селищі мешкали 94 особи в 33 домогосподарствах у складі 24 родин. Густота населення становила 70 осіб/км².  Було 36 помешкань (27/км²).
Расовий склад населення:
| - 93,6 % — білих - 2,1 % — чорних або афроамериканців |

До двох чи більше рас належало 4,3 %. Частка іспаномовних становила 0,0 % від усіх жителів.
За віковим діапазоном населення розподілялося таким чином: 30,9 % — особи молодші 18 років, 53,1 % — особи у віці 18—64 років, 16,0 % — особи у віці 65 років та старші. Медіана віку мешканця становила 27,5 року. На 100 осіб жіночої статі у селищі припадало 100,0 чоловіків;  на 100 жінок у віці від 18 років та старших — 103,1 чоловіків також старших 18 років.
Середній дохід на одне домашнє господарство  становив 35 935 доларів США (медіана — 33 750), а середній дохід на одну сім'ю — 41 431 долар (медіана — 34 688). За межею бідності перебувало 5,9 % осіб, у тому числі 0,0 % дітей у віці до 18 років та 7,7 % осіб у віці 65 років та старших.
Цивільне працевлаштоване населення становило 14 особи. Основні галузі зайнятості: науковці, спеціалісти, менеджери — 42,9 %, роздрібна торгівля — 21,4 %, виробництво — 14,3 %, мистецтво, розваги та відпочинок — 14,3 %.